# Sphenomorphus dorsicatenatus
Sphenomorphus dorsicatenatus este o specie de șopârle din genul Sphenomorphus, familia Scincidae, descrisă de Deraniyagala 1953.
Este endemică în Sri Lanka. Conform Catalogue of Life specia Sphenomorphus dorsicatenatus nu are subspecii cunoscute.